# Francisco Mancebo
Pour les articles homonymes, voir Francisco Pérez, Pérez et Mancebo.
Mancebo  Pérez est un nom espagnol. Le premier nom de famille, en général paternel, est Mancebo ; le second, en général maternel, souvent omis, est Pérez.

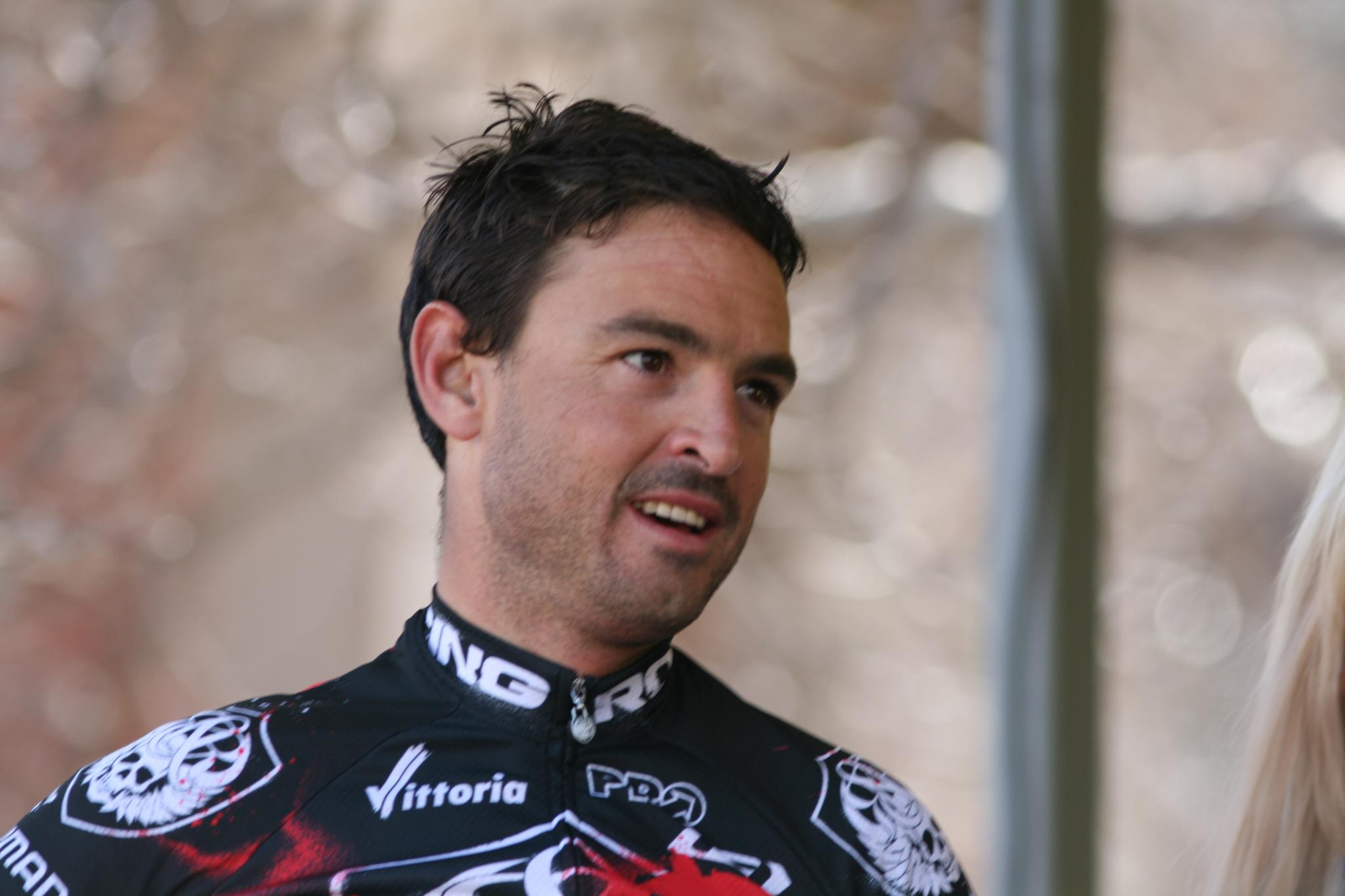
Francisco Mancebo lors du Tour de Californie 2009.

Francisco Mancebo Pérez dit Paco Mancebo est un coureur cycliste espagnol né le 9 mars 1976 à Madrid, professionnel depuis 1998. Dès l'an 2000, il gagne le maillot blanc sur le Tour de France. Sacré champion d'Espagne sur route en 2004, il remporte une étape sur le Tour d'Espagne l'année suivante et termine aux pieds du podium du Tour de France.

## Biographie

### Carrière amateure (1994-1997)
En 1994, Mancebo termine à la deuxième place du Tour de Pampelune et troisième du championnat d'Espagne sur route en catégorie juniors, le coureur n'ayant que 18 ans. L'année suivante, il intègre l'équipe développement de la Banesto. En 1997, il remporte un contre-la-montre sur le Tour de Navarre et une étape sur le Tour de la Bidassoa ainsi que la course d'un jour Lazkaoko Proba.

### Débuts à la Banesto (1998-2001)
Francisco Mancebo devient professionnel en 1998 au sein de l'équipe « Banesto ». Il se distingue dès sa première année professionnelle en remportant le Trofeo Comunidad Foral de Navarra devant les deux Italiens Stefano Garzelli et Davide Rebellin. Il se montre également à son avantage sur Paris-Nice, où il termine deuxième d'une étape et prend la douzième place du classement général.
Lors de l'année 1999, il obtient de nombreuses places d'honneur (troisième du circuit de Getxo, cinquième du Tour d'Andalousie, ou encore onzième de la Flèche wallonne), mais ne parvient pas à gagner. Il participe ensuite à son premier grand tour, le Tour de France, qu'il termine à la 28e place. Il prend ensuite la sixième place de la Clasica San Sebastian.
En 2000, il prend tout d'abord la troisième place finale sur Paris-Nice, à 44 secondes d'Andreas Kloden. Il participe ensuite au seul Tour d'Italie de sa carrière, finissant à la vingtième place. Il monte en puissance sur la Route du Sud où il remporte une étape, et termine deuxième du classement général derrière son coéquipier Tomasz Brożyna. Pour sa deuxième participation au Tour de France, Mancebo termine 9e et meilleur jeune. Il conclut sa saison en remportant une étape ainsi que le classement général du Tour de Castille-et-León, puis la Clasica a los Puertos devant Fernando Escartín, Roberto Heras et Carlos Sastre, trois grimpeurs réputés.
En 2001, il termine 4e du Tour méditerranéen en février, cinquième de la Route du Sud en juin, et finit le Tour de France à la 13e place, deuxième meilleur jeune derrière son compatriote Óscar Sevilla. Il n'obtient cette année-là aucune victoire.

### L'apogée (2002-2005)
Mancebo reste fidèle à la formation Banesto, qui s'appelle successivement iBanesto.com (2001-2003), puis Illes Balears de (2004-2005).
En 2002, il obtient dès le printemps plusieurs places d'honneur dans les courses pas étapes (5e du Tour de Castille-et-León, puis 8e du Tour de Catalogne en juin), ainsi que sur les classiques ardennaises (quinzième de la Flèche wallonne, onzième de Liège-Bastogne-Liège). En juillet, il participe à nouveau au Tour de France. Il y termine 4e à La Mongie lors de la première étape de montagne, et 7e au classement général final. En août, il obtient une victoire au Tour de Burgos, avant de s'aligner pour la première fois sur le Tour d'Espagne. Mais il perd du temps lors de la première semaine, puis est contraint à l'abandon. Sa saison se conclut par une dixième place sur le Tour de Lombardie.
En 2003, Mancebo réalise un bon début de saison. Après une deuxième place sur le Tour de La Rioja, il est devancé par son coéquipier Leonardo Piepoli sur la Subida a Urkiola, puis sur la Subida al Naranco. Il gagne ensuite son second Tour de Castille-et-León, et la Classique des Alpes, puis finit 4e du Critérium du Dauphiné libéré. Il termine dixième du Tour de France puis cinquième du Tour d'Espagne, 4 minutes 47 derrière Roberto Heras. Il termine sa saison en prenant part à ses premiers championnats du monde qui se concluent par un doublé espagnol.
2004 est surement la plus belle année de sa carrière. Il obtient comme souvent des places d'honneur sur les courses d'une semaine (5e du Tour d'Aragon, 8e du Tour de Romandie). Il est ensuite sacré Champion d'Espagne, devant Valverde. Auréolé d'un titre de champion national, il réussit un très bon début de Tour de France, prenant régulièrement de belles places sur les étapes (4e à Saint-Flour et à La Mongie, 5e au Plateau de Beille) ainsi que la 6e position du classement général final. En août, il gagne une étape du Tour d'Allemagne dont il termine cinquième. Il réalise sa plus belle performance sur le Tour d'Espagne. Là encore il est placé sur les étapes : 3e à Calar Alto, 5e à la Sierra Nevada et 4e à La Covatilla. Cette régularité lui permet de décrocher le seul podium sur un classement général d'un grand tour de sa carrière, puisqu'il termine 3e, à 2 minutes 13 de Roberto Heras. Sa saison se conclut sur les championnats du monde qu'il termine douzième, dans le même temps que le vainqueur, son compatriote Óscar Freire.
En 2005, il réalise un début de saison sans résultats significatifs. Il monte en puissance à partir de juin en terminant 10e du Dauphiné, puis vice-champion d'Espagne. Sur le Tour de France, il prend de bonnes places sur les étapes, mais termine au pied du podium, ce qui restera son meilleur résultat sur la « grande boucle ». Sur la Vuelta, il remporte cette année-là la seule victoire d'étape de sa carrière sur cette épreuve (et sur un grand tour), à Arcalis. Comme sur le Tour, il termine 4e. Il conclut sa saison par une deuxième place sur la Japan Cup, où il est devancé par Damiano Cunego.

### Changement d'équipe, puis affaire Puerto (2006)
En 2006, à presque 30 ans, il change pour la première fois de formation pour aller chez AG2R Prévoyance en compagnie du Français Christophe Moreau. Après son échec sur les classiques ardennaises, il monte progressivement en puissance : 15e au Tour de Romandie, 7e en Catalogne. Il achève sa préparation pour le Tour de France par une 5e place sur Critérium du Dauphiné libéré, ainsi que la victoire au classement par points.
Paco Mancebo arrive donc sur le Tour avec le statut d'outsider. Mais il est expulsé dans le cadre de l'affaire Puerto à la veille du départ, tout comme Ivan Basso, il annonce le jour même la fin de sa carrière. Il déclare cependant que « si toutes les équipes devaient respecter le code éthique pour être au départ, seul Jean-Marie Leblanc y serait. Je me sens innocent étant donné que je n'ai jamais été contrôlé positif. ».

### Un retour au second plan (2007-2009)
Il revient finalement sur sa décision en signant dans l'équipe Relax-GAM pour la saison 2007. À partir de cette période, il ne pourra plus disputer de grands Tour mais il obtiendra de nombreux résultats sur des courses à étapes d'une semaine notamment en Amérique du Sud. Dès janvier, il termine sur le podium du Tour de San Luis. Après une sixième place au Tour d'Andalousie, il signe sa première victoire de l'année en remportant une étape de la Vuelta por un Chile Lider. Après une deuxième place sur le Subida Urkiola il enchaine des places d'honneurs : 4e du Tour des Asturies, 6e du Tour de Catalogne, 4e de la Route du Sud. Sur la fin de saison, il parvient à terminer sur le podium du Tour du lac Qinghai, puis à remporter le Tour de Chihuahua.
Pour la saison 2008, il s'engage en faveur d'une équipe continentale portugaise, la Fercase - Rota Dos Moveis. Il réalise un début de saison moyen, ne parvenant à obtenir aucun résultat significatif. Il monte en puissance en juin en terminant sur le podium d'une course à étapes portugaise, le GP CTT correios de Portugal. Il enchaîne en prenant la seconde place du Tour de la communauté de Madrid, puis le sixième rang du Tour du Portugal. Il conclut sa saison en remportant à nouveau le Tour de Chihuahua, seul succès de sa saison.

### Aventure chez Rock Racing (2009-2010)

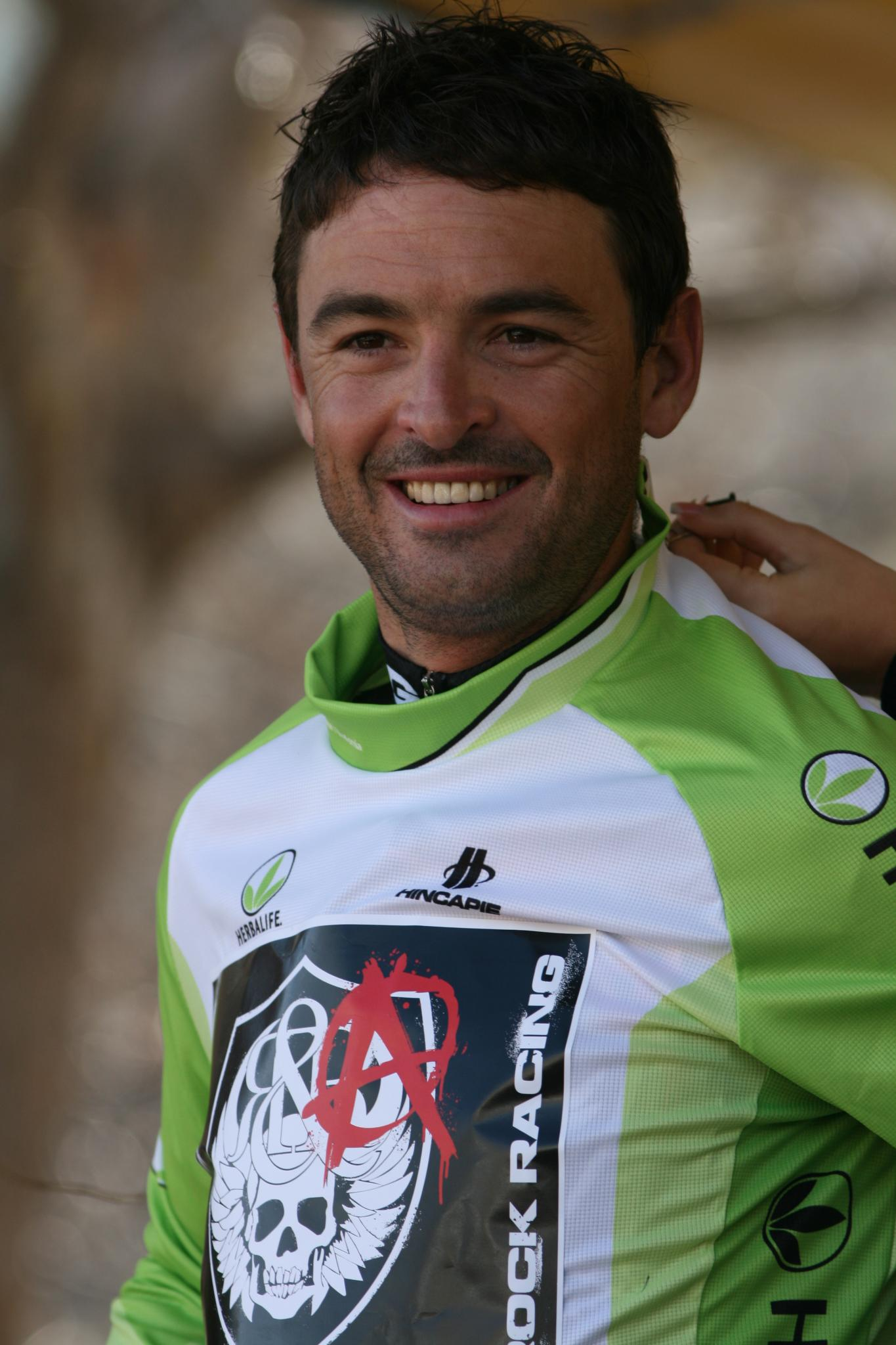
Francisco Mancebo sur le podium du Tour de Californie 2009 après sa victoire d'étape.

En 2009, il s'engage en faveur de l'équipe continentale américaine Rock Racing, qui compte déjà dans ses rangs des coureurs au palmarès prestigieux, mais en fin de carrière comme Tyler Hamilton, Oscar Sevilla, ou encore Mario Cipollini. Sa saison débute fort avec une victoire d'étape sur le Tour de Californie. Après une période sans résultat, il remporte une étape, ainsi que le classement général du Tour des Asturies. Il parvient par la suite à prendre la deuxième place de la Cascade Cycling Classic, puis à s'imposer sur le Tour de l'Utah. Cependant il devra cette fois ci s'incliner sur le Tour de Chihuahua (dont il est double tenant du titre) où il ne termine que 7e, à plus de 7 minutes de son équipier Sevilla.
La saison 2010 débute mal car il n'obtient pas de résultats probants et son équipe, empêtrée dans des problèmes financiers, est rétrogradée au rang amateur. ils se séparent donc à mi saison et Francisco Mancebo s'engage à partir de juin avec une équipe continentale grecque, la Heraklion Kastro-Murcia. La forme revient à partir du mois de juillet, avec une 4e place sur le Tour de la Communauté de Madrid. Il remporte ensuite une étape et le classement général du Tour de Guadeloupe. En fin de saison, il parvient à accrocher une deuxième place sur le Tour de l'Utah, et une troisième place sur le Tour de Bulgarie.

### Nombreuses victoires sur le continent américain (2011-2013)
En 2011, Mancebo intègre la formation RealCyclist.com, avec laquelle il ne courra qu'en Amérique du Nord. Il se met en évidence dès le début de saison en remportant le prologue et le classement général de la Redlands Bicycle Classic. Il enchaine en remportant deux étapes et le classement général de la Sea Otter Classic. Sur le Tour of the Gila, il remporte à nouveau deux étapes, ainsi que le classement général. En revanche, sur la Joe Martin Stage Race, il remporte le prologue, mais ne peut lutter pour la victoire finale. Mais sur le Tour de Beauce et sur la Cascade Classic, il remporte à chaque fois une étape, ainsi que le classement général. Cette année est donc une des plus prolifiques de sa carrière car, malgré son absence sur les courses World Tour, il remporte huit victoires d'étapes ainsi que cinq courses à étapes, ce qui reste le meilleur total de sa carrière. Il est d'ailleurs récompensé par l'USA Cycling NRC, qui récompense le coureur le plus performant sur les courses disputées aux États-Unis tout au long de l'année.

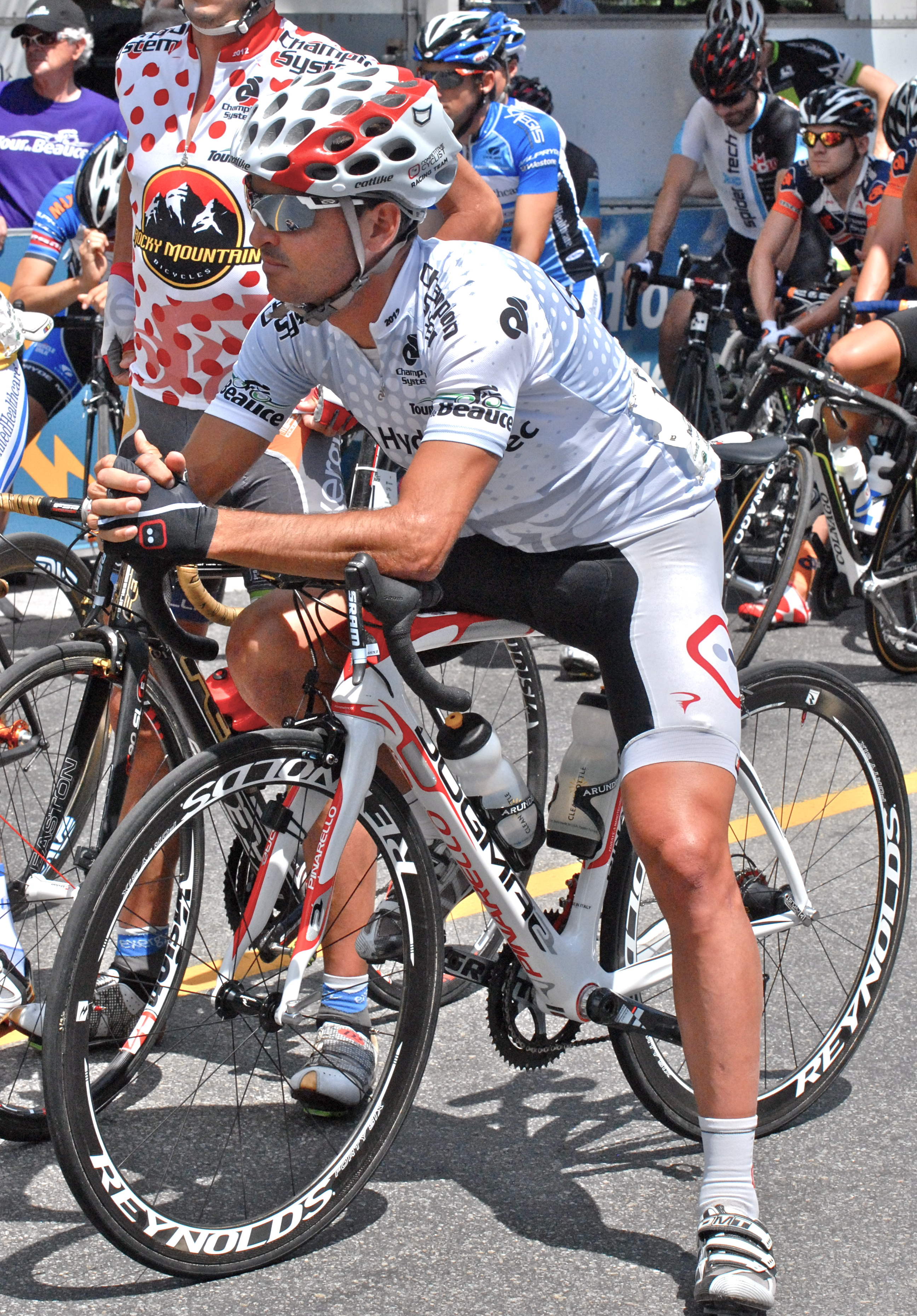
Francisco Mancebo au départ d'une étape du Tour de Beauce 2012.

Sa saison 2012 débute pour lui en Amérique du Sud, avec une septième place au classement général de la Rutas de América, en Uruguay. Après avoir accroché le podium sur la Redlands Bicycle Classic, Mancebo commence à enchainer les bonnes performances : sur le Tucson Bicycle Classic d'abord, dont il remporte une étape et le classement général, sur une course d'un jour ensuite, le Tour of the Battenkill. Sur le Tour of the Gila dont il est tenant du titre, il échoue cette fois-ci au pied du podium. En revanche sur la Joe Martin Stage Race, l'une des rares courses qui lui avait échappée l'année précédente, il parvient cette fois-ci à remporter une étape et le classement général. Sur le Tour de Beauce, il doit là aussi abandonner son titre, mais il parvient tout de même à remporter une étape et le classement par point. Sur la Cascade Classic, il remporte à nouveau une étape et le classement général. Après être monté sur le podium sur la Redlands Bicycle Classic, il finit loin des meilleurs, comme l'année précédente, sur le Tour de l'Utah. Cependant sa régularité lui permet de remporter à nouveau l'USA Cycling NRC.
Pour la saison 2013, il signe dans l'équipe 5 Hour Energy. Sa saison débute par une nouvelle victoire (une étape et le classement général) sur la Redlands Bicycle Classic Il obtient une seconde place lors de la première étape du Tour de Californie. Il effectue ensuite un retour réussi en Europe en prenant la seconde place du Tour de Castille-et-León, à 6 secondes de Ruben Plaza. Il continue sur cette dynamique en décrochant deux nouveaux podiums sur des courses américaines : il est 2e de la Joe Martin Stage Race, puis troisième du Tour of the Gila, dont il gagne la dernière étape. Sur le Tour de Californie, il est deuxième de la première étape, mais il ne peut faire mieux qu'une septième place finale. Sur le Tour de Beauce, il gagne la troisième étape et prend le maillot de leader. Cependant il perd du temps lors de la dernière étape, et termine finalement au pied du podium. Sur le Tour d'Utah il est rapidement distancé au classement général, mais remporte la dernière étape. Sa dernière course sur le continent américain de l'année est le Tour d'Alberta, qu'il termine septième. Sa régularité lui permet, pour la troisième fois consécutive, de remporter l'USA Cycling NRC. Sa saison se conclut en novembre, en Chine, avec notamment une dixième place sur le Tour du lac Taihu.

### Signature dans une équipe asiatique (2014-2016)
Pour la saison 2014, il s'engage pour l'équipe émiratie Skydive Dubaï. Sur le Tour de Dubaï qui n'est pas à son avantage, il se distingue en prenant l'échappée à deux reprises. La première occasion de se mettre en évidence intervient en avril, lors du Tour de Thaïlande, dont il prend la 3e place. Il prend ensuite la 5e place d'une course d'un jour malaisienne: la Melaka Chief Minister. Son meilleur résultat de l'année fut sur le Tour de Kumano, dont il gagne une étape, ainsi que le classement final. Il ne court plus sur la route à partir de juillet. Pour son retour à la compétition en décembre il accroche la 4e place du Sharjah Tour, puis la 5e du Jelajah Malaysia.
En janvier 2015, il prend part au Tour d'Égypte, qui constitue la première course africaine de sa carrière. Cette expérience est une réussite car il y remporte une étape, ainsi que le classement général, devançant Soufiane Haddi et Andrea Palini, deux coéquipiers. Il finit assez loin des meilleurs au Tour de Dubaï, mais prend ensuite des honorables 7e place sur la Tropicale Amissa Bongo, et 5e place sur le Tour de Langkawi. Il dispute par la suite de nombreuses courses espagnol avec des résultats mitigés (hormis une 4e place sur la Klasika Primavera de Amorebieta) qui confirment, à 40 ans, son déclin sur les courses où le niveau est plus relevé, ainsi que sur les classements généraux. Comme l'année précédente il ne court pas pendant cinq mois, et il finit loin des meilleurs sur les Tours d'Abu Dhabi et du Hainan. Cependant, il monte en puissance sur le Tour du lac Taihu en prenant la 9e place du général. Son équipe va ensuite écraser le Tour de Sharjah en prenant les quatre premières places, lui même finissant 3e. Son année se termine sur le Jelajah Malaysia, dont il remporte la première étape, le contre la montre par équipe, et le classement final.
Le début d'année 2016 de Mancebo est compliqué car il finit très loin des premiers sur la Tropicale Amissa Bongo, puis sur le Tour de Dubaï. Ses résultats s'améliorent par la suite avec une 4e place sur le Tour de Langkawi, et une 2e place sur le Tour de Taïwan. Mais sur des courses plus relevées comme la Semaine Internationale Coppi et Bartali ou le Tour du Trentin, il finit très loin des premiers. Il cesse de courir sur route de fin avril jusqu'en septembre, à l'occasion du tour d'Alberta. Malgré une sixième place lors de la première étape, il recule ensuite nettement pour le classement général, terminant même dernier de la troisième étape. Cependant, il réalise un exploit lors de la dernière étape. Sur un circuit très vallonné, il part dans l'échappée matinale d'une vingtaine de coureurs, à laquelle le peloton ne laisse pas une grosse avance. Il sort ensuite de ce groupe de tête avec deux autres coureurs. Ces derniers cèdent tour à tour et Mancebo se retrouve seul. Mais quatre coureurs sortent du peloton à quelques kilomètres de la fin et le rattrape. Il réussit à passer la dernière bosse avec ces coureurs beaucoup plus frais que lui, et les surprend en attaquant tout près de l'arrivée. Finalement, il gagne cette étape, 4 secondes devant le peloton. Il prend ensuite part, avec son équipe, au championnat du monde de contre la montre par équipe, qu'il termine 15e sur 17. Mais sur le Tour de Sharjah, son équipe triomphe dans ce même exercice, et il termine 2e du général, à 6 secondes de son coéquipier Adil Jelloul. Cette saison se termine avec la disparition de son équipe, et Mancebo se retrouve libre.

### Retour dans une équipe américaine (2017)
Après l'arrêt de la Skydive Dubaï, Mancebo se retrouve plusieurs mois au chômage, ce qui met, à plus de 40 ans, la suite de sa carrière en danger. Il finit par trouver un point de chute en avril, en s'engageant en faveur de l'équipe américaine Hangar 15 Bicycles. Il attaque sa saison par le Tour de Gila qu'il termine 11e. Il enchaine par la Redlands Bicycle Classic, où il réussit à remporter l'ultime étape, tout en prenant la 5e place du général. Il termine par la suite 4e du Grand Prix de Saguenay. Cependant, malgré une belle 3e place sur la dernière étape, il ne peut faire mieux que 18e du général du Tour de Beauce. Sur la Cascade Cycling Classic, il prend la 14e place, confirmant ainsi son déclin pour jouer les classements généraux. Sa dernière course sur route de l'année a lieu sur le Tour D'Utah. Malgré une très bonne étape de montagne dont il prend la 4e place, il explose totalement par la suite pour finir 26e du général, à près de 21 minutes du vainqueur Rob Britton.
Il quitte son équipe à la fin de la saison. Ce retour sur le continent nord américain lui aura permis de remporter une victoire, mais à aussi mis en lumière son recul sur les classements généraux qui étaient à sa portée il y a quelques saisons.

### Saison aux Caraïbes (2018)
Pour la saison 2018, Francisco Mancebo s'engage dans une équipe continentale dominicaine, la Inteja Dominican Cycling Team, qui va lui permettre de recourir en Espagne. Cependant, il est loin des meilleurs sur le Tour de la Communauté de Valence et sur le Grand Prix Miguel Indurain. Meme sur la modeste Vuelta a la Independencia National, disputé en République dominicaine (la nationalité de son sponsor), il ne peut faire mieux que 15e. Sur le Tour du Maroc, il monte en puissance et accroche une 6e place finale. Mancebo revient par la suite courir en Espagne mais que ce soit sur le Tour de Castille et Leon, de la Communauté de Madrid, ou d'Aragon, il termine toujours très loin du vainqueur. Après une belle cinquième place sur une course d'un jour américaine, la Winston Salem Cycling Classic, il finit quatorzième du Tour de Beauce. Sur le championnat d'Espagne, il se montre son avantage en terminant 7e, au sein du groupe de dix-neuf coureurs se jouant la 2e place, neuf secondes derrière le vainqueur Gorka Izagirre. Ce classement constitue son meilleur résultat sur son championnat national depuis 2005, où il avait terminé deuxième. En août, il prend le départ du Tour de la Guadeloupe, qualifié par son sponsor comme la deuxième course la plus importante après le Tour de la République Dominicaine. Mancebo y réalise de très belles performances, terminant dans le top ten lors de dix étapes sur onze. Parmi elles on peut noter ses deuxièmes places sur l'étape reine se terminant à Pointe Noire, ainsi que sur le second contre-la-montre. Au général, Paco Mancebo finit au premier accessit, derrière Boris Carène.

### Signature dans une équipe japonaise (2019-)
Le 1er octobre 2018, Mancebo s'engage avec effet immédiat en faveur de la formation Matrix Powertag. Une semaine plus tard, il s'impose sur le J Pro Tour japonais.
Sa saison 2019 débute par une victoire, sur la 1re étape de la Ronda Pilipinas, avec plus de 4 minutes d'avances sur ses plus proches poursuivants. Il en profite pour remporter largement le classement général au terme des cinq étapes. Sur les terres de son sponsor, il remporte la Shuzenji Road Race, puis se classe 6e du Tour de Tochigi. Par la suite, son équipe parvient à obtenir plusieurs invitations sur le sol ibérique. Mancebo en profite pour se montrer offensif. Sur le Tour de Castille et Leon tout d'abord, dont il prend la 19e place finale. Sur les deux étapes du Tour des Asturies ensuite (avec notamment 160 kilomètres d'échappée lors de la première étape), qu'il termine 53e avec en prime le gain du classement des sprints intermédiaires. Sur le Tour de la Communauté de Madrid enfin, qu'il finit 23e, à seulement 5 secondes du vainqueur, et où il remporte le maillot de la montagne.
Il arrive donc en bonne forme pour disputer le Tour du Japon. Mais il échoue au pied du podium, terminant à un peu plus d'une minute du vainqueur Chris Harper. Il dispute ensuite le Tour du Kumano, où la victoire revient à son coéquipier Orluis Aular. Mancebo se classe pour sa part 9e. Sur le championnat d'Espagne, il prend une anonyme 35e place.
Après un coupure de deux mois, il renoue avec la compétition lors du Tour de Hokkaido, qu'il finit 13e. Il remporte dans la foulée un critérium au Japon, le Minami Uonuma Race. En fin de saison, il dispute la Japan Cup. Malgré la présence de plusieurs équipes World Tour, il réussit à prendre la bonne échappée. Il se classe finalement 4e, à 44 secondes de Bauke Mollema.
Après cette bonne année, il décide de renouveler son contrat avec l'équipe Matrix Powertag pour la saison 2020.

#### Signature avec une équipe amateure au Moyen-Orient (2025)
En plus de son contrat au Japon, Mancebo signe avec l'équipe Al-Raed Saudi Club pour quelques courses durant la saison. En 2025 sous ces couleurs, il gagne la première étape du Tour du Sahel, à plus de 48 ans, devenant le plus vieux vainqueur d'une course UCI.

## Palmarès sur route
| - 1994 - 2e du Tour de Pampelune - 3e du championnat d'Espagne sur route juniors - 1996 - 3e du championnat d'Espagne sur route espoirs - 1997 - Barcelone-Montpellier - Lazkaoko Proba - 2e étape du Tour de la Bidassoa - 5eb étape du Tour de Navarre (contre-la-montre) - 2e du Tour de la Bidassoa - 2e du championnat d'Espagne du contre-la-montre espoirs - 2e de la Prueba Alsasua - 3e de la Prueba Villafranca de Ordizia - 7e du championnat du monde sur route espoirs - 1998 - Trofeo Comunidad Foral de Navarra - 1999 - 3e du Circuit de Getxo - 6e de la Classique de Saint-Sébastien - 2000 - Clásica a los Puertos - 4e étape de la Route du Sud - Classement du meilleur jeune du Tour de France - Tour de Castille-et-León : - Classement général - 5e étape - 2e de la Route du Sud - 3e de Paris-Nice - 9e du Tour de France - 2001 - 10e du Tour de Lombardie - 2002 - Classement général du Tour de Burgos - 7e du Tour de France - 8e du Tour de Catalogne - 10e du Tour de Lombardie - 2003 - Tour de Castille-et-León : - Classement général - 2e étape (contre-la-montre par équipes) - Classique des Alpes - 2e du Tour de La Rioja - 2e de la Subida al Naranco - 2e du Mémorial Manuel Galera - 4e du Critérium du Dauphiné libéré - 5e du Tour d'Espagne - 10e du Tour de France - 2004 - Champion d'Espagne sur route - 5e étape du Tour d'Allemagne - 2e du Tour de la Hainleite - 3e du Tour d'Espagne - 5e du Tour d'Allemagne - 6e du Tour de France - 8e du Tour de Romandie - 2005 - 10e étape du Tour d'Espagne - 2e du championnat d'Espagne sur route - 4e du Tour de France - 4e du Tour d'Espagne - 10e du Critérium du Dauphiné libéré - 2006 - 5e du Critérium du Dauphiné libéré - 7e du Tour de Catalogne - 2007 - 7eb étape de la Vuelta por un Chile Líder (contre-la-montre) - Classement général du Tour de Chihuahua - 2e de la Subida al Naranco - 3e du Tour de San Luis - 3e du Tour du lac Qinghai - 6e du Tour de Catalogne - 2008 - Classement général du Tour de Chihuahua - 2e du Tour de la communauté de Madrid - 3e du Grand Prix International CTT Correios de Portugal - 2009 - 1re étape du Tour de Californie - Tour des Asturies : - Classement général - 4e étape - Tour de l'Utah : - Classement général - 1re étape - 2e de la Cascade Classic | - 2010 - Tour de Guadeloupe : - Classement général - Prologue - 2e du Tour de l'Utah - 3e du Tour de Bulgarie - 2011 - USA Cycling National Racing Calendar - Redlands Bicycle Classic : - Classement général - Prologue - Sea Otter Stage Race : - Classement général - 2e et 3e (contre-la-montre) étapes - Tour of the Gila : - Classement général - 1re et 5e étapes - Prologue de la Joe Martin Stage Race - Tour de Beauce : - Classement général - 3e étape - Cascade Classic : - Classement général - 2e étape (contre-la-montre) - 2012 - USA Cycling National Racing Calendar - Tucson Bicycle Classic : - Classement général - 2e étape - Tour of the Battenkill - Joe Martin Stage Race : - Classement général - 1re étape (contre-la-montre) - 1er étape du Tour de Beauce - Cascade Classic : - Classement général - 1re étape - 3e de la Redlands Bicycle Classic - 2013 - USA Cycling National Racing Calendar - Redlands Bicycle Classic : - Classement général - 4e étape - 5e étape du Tour of the Gila - 3e étape du Tour de Beauce - 6e étape du Tour de l'Utah - 2e du Tour de Castille-et-León - 2e de la Joe Martin Stage Race - 3e du Tour of the Gila - 2014 - Tour de Kumano : - Classement général - 2e étape - Médaillé d'argent sur route au championnat arabe des clubs - Médaillé d'argent du contre-la-montre au championnat arabe des clubs - 3e du Tour de Thaïlande - Médaillé de bronze du contre-la-montre par équipes au championnat arabe des clubs - 3e du Sharjah International Cycling Tour - 2015 - Tour d'Égypte : - Classement général - 1re étape - 1re étape de la Cascade Classic - Jelajah Malaysia : - Classement général - 1re et 2e (contre-la-montre par équipes) étapes - 3e du Sharjah International Cycling Tour - 2016 - 5e étape du Tour d'Alberta - 2e du Tour de Taïwan - 2e du Sharjah International Cycling Tour - 2017 - 5e étape de la Redlands Bicycle Classic - 2018 - 2e du Tour de la Guadeloupe - 2019 - Ronda Pilipinas : - Classement général - 1re étape - 2021 - Oita Urban Classic - 2025 - 1re étape du Tour du Sahel |  |

## Résultats sur les grands tours

### Tour de France
Sept participations
- 1999 : 28e
- 2000 : 9e,  vainqueur du classement du meilleur jeune
- 2001 : 13e
- 2002 : 7e
- 2003 : 10e
- 2004 : 6e
- 2005 : 4e

### Tour d'Espagne
Quatre participations
- 2002 : abandon (9e étape)
- 2003 : 5e
- 2004 : 3e
- 2005 : 4e, vainqueur de la 10e étape

### Tour d'Italie
Une participation
- 2000 : 20e

## Classements mondiaux
| Année                                 | 2000 | 2001 | 2002 | 2003 | 2004 | 2005 | 2006 | 2007 | 2008 | 2009 | 2010 | 2011 | 2012 | 2013 | 2014 | 2015 | 2016 | 2017 | 2018  | 2019 | 2020 | 2021 | 2022  | 2023  | 2024  |
| ------------------------------------- | ---- | ---- | ---- | ---- | ---- | ---- | ---- | ---- | ---- | ---- | ---- | ---- | ---- | ---- | ---- | ---- | ---- | ---- | ----- | ---- | ---- | ---- | ----- | ----- | ----- |
| Classement UCI                        | 59e  | 91e  | 34e  | 19e  | 14e  |      |      |      |      |      |      |      |      |      |      |      |      |      |       |      |      |      |       |       |       |
| UCI ProTour                           |      |      |      |      |      | 15e  | 62e  | nc   | nc   |      |      |      |      |      |      |      |      |      |       |      |      |      |       |       |       |
| Classement mondial                    |      |      |      |      |      |      |      |      |      |      |      |      |      |      |      |      | 354e | 635e | 664e  | 360e | nc   | 813e | 1394e | 1351e | 3106e |
| UCI Europe Tour                       |      |      |      |      |      |      |      | 71e  | 80e  | 90e  | 208e | nc   | nc   | 216e | nc   | 412e | nc   | nc   | 1145e | 291e | nc   | 627e | 946e  | nc    | nc    |
| UCI Asia Tour                         |      |      |      |      |      |      |      | 38e  | nc   | nc   | nc   | nc   | nc   | nc   | 30e  | 9e   | 32e  | 83e  | nc    |      |      |      |       |       |       |
| UCI America Tour                      |      |      |      |      |      |      |      | nc   | nc   | 12e  | 8e   | 20e  | 11e  | 5e   | nc   | nc   | 306e | 144e | 45e   |      |      |      |       |       |       |
| UCI Africa Tour                       |      |      |      |      |      |      |      | nc   | nc   | nc   | nc   | nc   | nc   | nc   | nc   | 30e  | nc   | nc   | 159e  |      |      |      |       |       |       |
|                                       |      |      |      |      |      |      |      |      |      |      |      |      |      |      |      |      |      |      |       |      |      |      |       |       |       |
| Légende : nc = non classéSource : UCI |      |      |      |      |      |      |      |      |      |      |      |      |      |      |      |      |      |      |       |      |      |      |       |       |       |

## Palmarès en VTT
- 2009
  -  Champion d'Espagne de cross-country marathon
- 2010
  -  Champion d'Espagne de cross-country marathon
- 2014
  -  Champion d'Espagne de cross-country marathon
- 2016
  -  Champion d'Espagne de cross-country marathon